# Veliko Krušince
Veliko Krušince (en serbe cyrillique : Велико Крушинце) est un village de Serbie situé sur le territoire de la Ville de Kruševac, district de Rasina. Au recensement de 2011, il comptait 93 habitants.

## Démographie
| 1948 | 1953 | 1961 | 1971 | 1981 | 1991 | 2002 | 2011 |
| ---- | ---- | ---- | ---- | ---- | ---- | ---- | ---- |
| 159  | 172  | 160  | 161  | 158  | 136  | 109  | 93   |

|  |